# Sant Jaume de Jou
Sant Jaume de Jou és una antiga capella romànica de l'antic poble de Bogarri, ara desaparegut, en el terme municipal de la Guingueta d'Àneu, a la comarca del Pallars Sobirà. Pertany al territori de l'antic terme de Jou.
Està situada a llevant del poble de Jou, a una distància d'uns 550 metres. Les seves escasses restes queden al nord de la carretera.